# Sacro Monte Calvario di Domodossola
Il Sacro Monte di Domodossola fa parte del gruppo dei sacri monti alpini inseriti nel 2003 nell'elenco dei patrimoni dell'umanità dell'UNESCO.
Nel 1656, due frati cappuccini scelsero il colle Mattarella, che sovrasta Domodossola, per farlo diventare un luogo che ospitasse il Sacro Monte Calvario. Nacque così una serie di dodici cappelle con un apparato decorativo di statue ed affreschi, che rappresentano le stazioni della Croce e tre cappelle che illustrano la Deposizione dalla Croce, il santo Sepolcro e la Resurrezione. In cima al colle è posto il santuario ottagonale della Santa Croce, la cui costruzione iniziò nel 1657.

## Storia
Il colle Mattarella, lungo le cui pendici si inerpica la suggestiva strada ciottolata che porta ad incontrare i diversi edifici sacri che compongono il Sacro Monte di Domodossola, è ricco di memorie storiche. Ancora oggi, all'interno del parco del Calvario, sono visibili i poderosi resti del castello di Mattarella, distrutto nel 1415 dai soldati svizzeri scesi per conquistare la valle dell'Ossola, strappandola al Ducato di Milano. L'origine del castello risale almeno al X secolo, prima che l'imperatore Enrico di Sassonia lo donasse alla diocesi di Novara (1014).

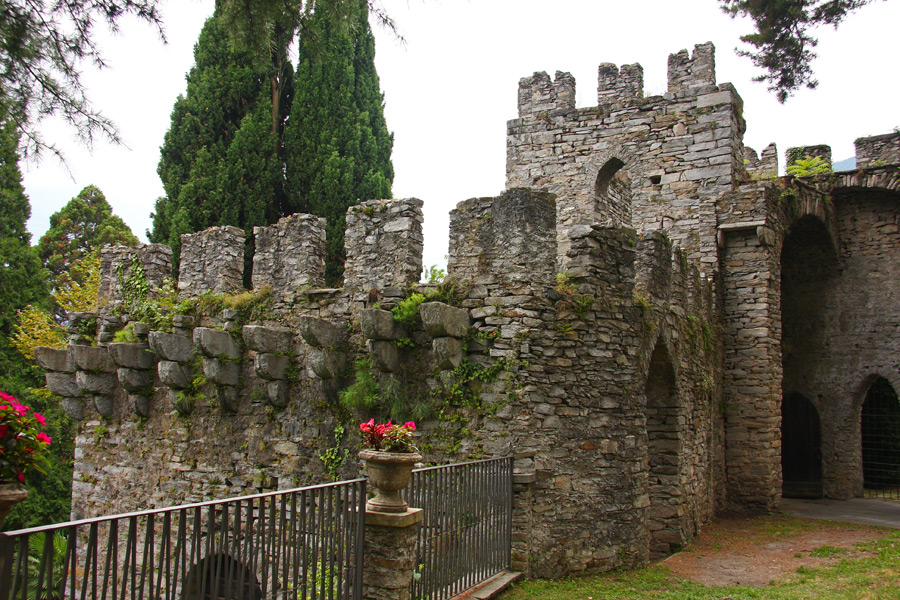
Resti del castello Mattarella

Dopo la distruzione il colle fu abbandonato per oltre due secoli, pur rimanendo vive le suggestioni derivanti dai suoi antichi ruderi: nel 1656 due frati cappuccini del convento di Domodossola, padre Gioacchino da Cassano e padre Andrea da Rho, concepirono il progetto di creare una "Via Processionale" lungo le sue pendici, con una serie di croci che segnassero le "stazioni" della Via Crucis e con un Santuario, dedicato al SS. Crocifisso, che accogliesse i fedeli al termine del percorso devozionale. Era previsto che le croci dovessero progressivamente essere sostituite da cappelle con la rappresentazione plastica e pittorica dei vari episodi della "Passione di Cristo".
Il progetto incontrò subito l'entusiasmo ed il generoso sostegno della comunità locale, nonché l'approvazione della diocesi di Novara: fu il vescovo Giulio Maria Odescalchi ad incaricare il giureconsulto Giovanni Matteo Capis (figlio di Giovanni Capis) del coordinamento del progetto, e a decretare il nuovo nome da dare all'altura, che da allora si chiamò "Monte Calvario", dando in tal modo forza alla identificazione del Sacro Monte ossolano con i luoghi della salita sul Golgota che i pellegrini visitavano in Terra santa. La stesura tecnica del progetto e la direzione dei lavori di edificazione furono affidati all'architetto intelvese Tommaso Lazzaro.
La realizzazione del nucleo principale del Sacro Monte Calvario fu assai rapida, anche in virtù del già menzionato sostegno finanziario offerto dalla comunità dei fedeli. Il giorno 8 luglio 1657 fu celebrata la posa della prima pietra del santuario e già nel marzo del 1662 si celebrava messa sull'altare nel quale era appena stato collocato lo splendido grande Crocifisso realizzato da Dionigi Bussola. 
Restava da risolvere la questione della demanialità del colle di Mattarella su cui era sorto il santuario. A nome della comunità ossolana, Giovanni Matteo Capis fece formale richiesta di donazione dell'area, inoltrandola alla Corte di Madrid. Filippo IV di Spagna accolse la richiesta e, con decreto del 15 aprile 1664, delegò il Governatore dello Stato di Milano affinché seguisse il procedimento. Solamente nel novembre del 1668 tuttavia il governatore Francisco de Orozco definì la cessione, in nome di Carlo II di Spagna, dell'area alla fabbrica del Sacro Monte Calvario.
La consacrazione ufficiale avvenne il 27 settembre 1690 da parte del vescovo di Novara Giovanni Battista Visconti.

Grande benefattore e finanziatore del progetto fu Kaspar Stockalper, commerciante, notaio nonché governatore del Vallese, in ultimo costretto all'esilio a Domodossola, proprio al Monte Calvario, dove le sue fattezze erano immortalate nella XV cappella del sacro monte nella statua del re mago Gaspare, di cui lui stesso portava il nome.

Il completamento del progetto di costruzione delle cappelle avvenne per lo più nel corso del XVIII secolo; il completamento, il restauro o il rinnovamento delle cappelle e degli arredi sacri è continuato da allora pressoché ininterrottamente. Le statue più recenti (1957) sono scolpite in legno.

### La presenza dei padri rosminiani
L'arrivo del sacerdote e filosofo Antonio Rosmini, nel 1828, diede nuovo impulso alle opere ed alla spiritualità del Sacro Monte Calvario. 
Egli fece erigere, sul piazzale in cima al colle, la Casa Madre dell'Istituto della Carità. Il Sacro Monte è ancor oggi di rilevata importanza per i padri rosminiani: è infatti sede del Postulato e Noviziato internazionale, oltre ad essere un centro di Spiritualità. Molti padri rosminiani sono qui sepolti: tra essi anche il filosofo Michele Federico Sciacca.
Visitando il Sacro Monte, è possibile entrare nella piccola cella dove Rosmini si ritirava per pregare e riposare.
Nell'umile cella sono conservati alcuni oggetti appartenuti al filosofo roveretano; dal 2007 è stata collocata una delle quattro reliquie del suo corpo. Coloro che visitano la cella del fondatore dell'Istituto della Carità possono lasciare un breve messaggio nei Libro che vi è posto all'interno; molti non ne riportano solo un pensiero ma una vera e propria preghiera.
Negli anni hanno fatto visita innumerevoli fedeli, tra le personalità di Chiesa si contano il vescovo di Novara mons. Renato Corti, il suo predecessore mons. Aldo Del Monte, il cardinale Carlo Maria Martini e il cardinale Angelo Bagnasco.

### Riconoscimenti
Dal 1990 il Sacro Monte Calvario fa parte del complesso dei siti considerati "Riserva Naturale Speciale" dalla Regione Piemonte.

L'UNESCO, nel 2003, ha inserito quello di Domodossola nel gruppo dei nove Sacri Monti prealpini in Piemonte e Lombardia considerati patrimoni dell'umanità.

## Descrizione

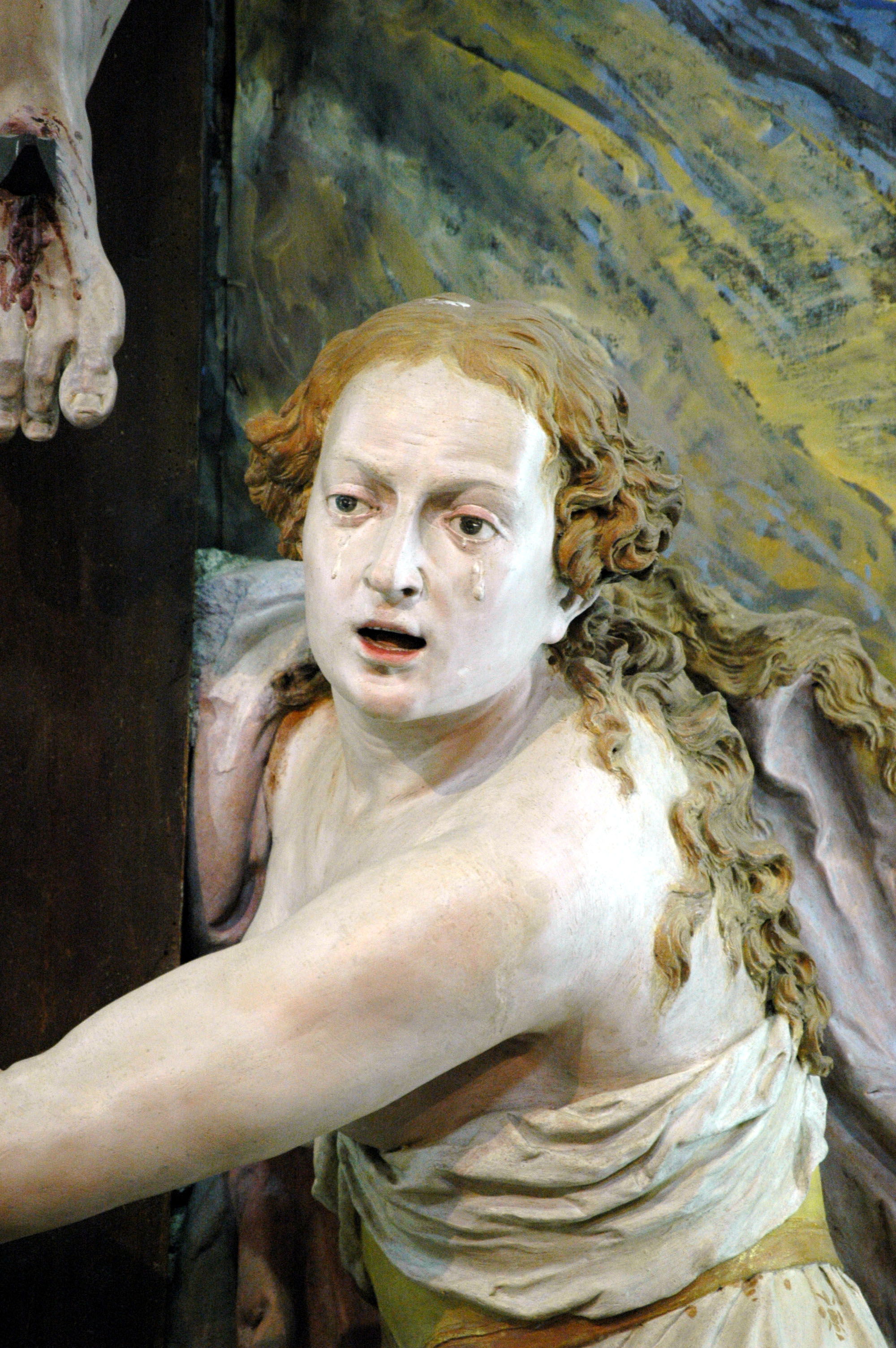
Dionigi Bussola, Gesù muore sulla croce, (particolare di Maria Maddalena), 1663

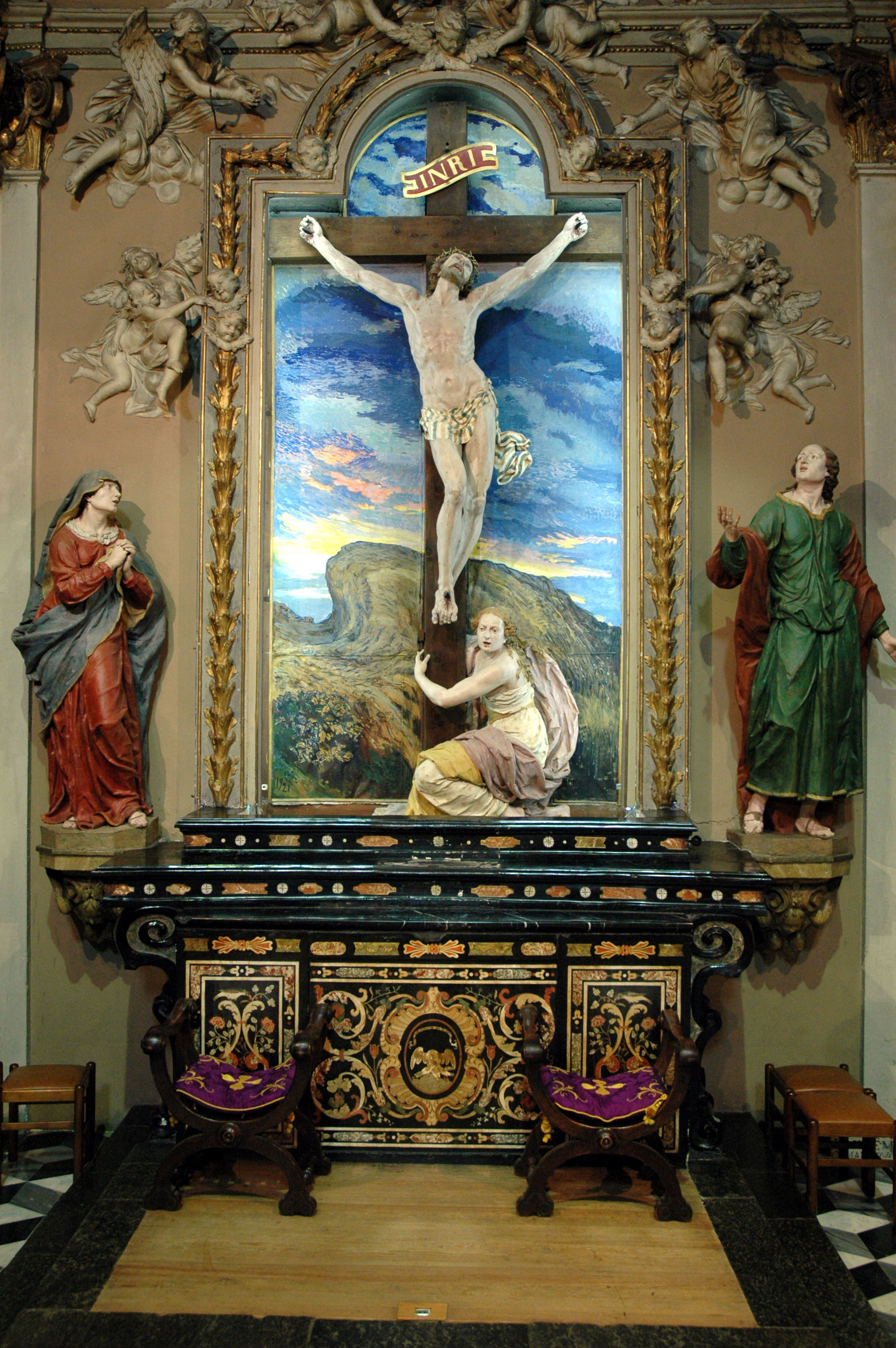
Dionigi Bussola, Crocefissione

Il complesso di edifici che compongono il Sacro Monte Calvario è costituito dal citato Santuario del SS. Crocifisso- in stile barocco, a pianta ottagonale e ad aula unica – e da 12 cappelle, ognuna di forma diversa, che fungono da stazioni della Via Crucis (due le stazioni XII, XIII, XIV sono dentro il santuario, una posta sull'altare e due in altrettante cappelle interne). Sempre all'interno del santuario troviamo un'altra cappella che ha per soggetto la Visione della Croce. All'esterno troviamo la cosiddetta Cappella del Paradiso con la scena della Resurrezione; un'ulteriore cappella che non appartiene al percorso della Via Crucis, fu eretta nel 1694 con la riproduzione – come troviamo anche a Graglia - della Santa Casa di Loreto.

### Le sculture e gli affreschi
L'impronta di maggior rilievo nella realizzazione della statuaria del Monte Calvario si deve indubbiamente al plasticatore milanese Dionigi Bussola (1615 – 1686). Dopo una significativa permanenza a Roma ove poté studiare i modelli scultorei del Bernini e dell'Algardi, e dopo la sua affermazione a Milano come "protostatuario" nella Veneranda fabbrica del Duomo, Bussola fu autorizzato nel 1660 a prestare la sua arte alla basilica dell'Assunta al Sacro Monte di Varallo ed al cantiere appena sorto a Domodossola. Alla sua mano è dovuta la maggior parte delle sculture plastiche che si trovano nel santuario: la stazione XII, con Gesù che spira sulla Croce; la XIII (Deposizione dalla Croce), la XIV (Il Sepolcro), nonché le statue dei Profeti poste intorno all'aula. Sue sono anche le statue di alcune cappelle esterne (stazioni II, IV e XV) eseguite con il contributo di suoi allievi. Dionigi esprime in queste opere, assieme al gusto scenografico proprio del barocco, il realismo e la forza drammatica tipici della tradizione lombardo-piemontese, che egli dimostra di conoscere proprio in virtù di quanto tale tradizione ha lasciato nei Sacri Monti.

Di particolare intensità emotiva è la scena della Crocifissione posta sopra l'altare del santuario, con il corpo di Cristo miseramente straziato nella carne e con una stravolta Maddalena, il cui urlo di dolore sembra non poter prorompere dalla bocca.

Poco distanti dalla scena - a reclamare continuità tra Antico e Nuovo Testamento - sono poste le bianche statue dei “Profeti”; solenni nei loro atteggiamenti, esse richiamano più da vicino i modelli barocchi che il Bussola ha appreso a Roma.
Da menzionare tra gli altri artisti, il gallaratese Giuseppe Rusnati (circa 1650 – 1713) allievo e felice continuatore del Bussola. Completò l'opera del suo maestro realizzando le ultime statue della XV stazione, la teatrale rappresentazione della Resurrezione nella cosiddetta Cappella del Paradiso. Fu capace di intenso realismo nella rappresentazione dei volti, come testimoniano le statue delle X stazione, Gesù spogliato nelle vesti.
Tra i pittori meritano di essere menzionati il milanese Giovanni Sampietro (attivo all'inizio del Settecento) di Milano e il valsesiano Lorenzo Peracino (attivo verso la metà del Settecento); i fratelli Giovanni Antonio e Giuseppe Antonio Maria Torricelli di Lugano, autori degli affreschi della VIII e XI cappella, e tra gli scultori, Stefano Salterio di Laglio, creatore delle plastiche statue di terracotta di Gesù che incontra le donne di Gerusalemme nella VIII cappella.

### Le Cappelle
| n.   | Architettura | Soggetto della cappella                            | Descrizione | Immagine |
| ---- | ------------ | -------------------------------------------------- | --- | -------- |
| I    |              | Gesù davanti a Pilato                              | Risale al 1900. Il gruppo plastico all’interno di 21 statu è opera dello scultore Pietro Mosca da Occhieppo nel Biellese. Fu solennemente benedetta nel 1909 |          |
| II   |              | Gesù caricato della croce si avvia al Calvario     | sculture di Dionigi Bussola |          |
| III  |              | Gesù cade sotto il peso della croce la prima volta | Nel timpano vi è lo stemma del vescovo mons. Gamba e la data 1908 in cui la cappella fu completata, a pianta rettangolare. Il gruppo di sei statue in legno, poste nel 1947, sono opera dello scultore Belluta |          |
| IV   |              | l’incontro di Gesù con la Madre                    | Edificata fra il 1661 e il 1664 a pianta ottagonale, il portico fu aggiunto nel 1701. Il gruppo plastico in 14 statue e due cavalli è opera di Dionigi Bussola e dell’aiuto Giovanni Battista de Magistris, “il Volpino”, le scene affrescate sono del pittore Giovanni Sampietro di Milano (1703-1704) |          |
| V    |              | Cireneo porta la croce al Calvario                 | Terminata nel 1837 in stile neoclassico a pianta centrale, nel 1848 fu affrescata dal pittore Luigi Hartman |          |
| VI   |              | incontro di Gesù con la Veronica                   | costruita poco prima del 1770, nel 1957 furono collocate le nove statue lignee |          |
| VII  |              | seconda caduta di Gesù                             | costruita poco prima del 1770 in stile barocco, nel 1940 furono collocate le statue lignee |          |
| VIII |              | incontro di Gesù con le donne di Gerusalemme       | Fu iniziata nel 1773 su disegno ed esecuzione dell’architetto Pier Maria Perini di Val d’lntelvi, dipinta fra il 1779 ed il 1780 dai fratelli Giuseppe e Giovanni Antonio Tonicella. Nel 1782 accolse 25 statue in creta opera del plasticatore Stefano Salterio di Laglio (Como) |          |
| IX   |              | terza caduta di Gesù                               | Terminata nel 1666, Il gruppo di 22 statue e due cavalli è opera di Giuseppe Rusnati del 1708. Nel 1710 il pittore Tarquinio Grassi di Romagnano dipinse le statue ed affrescò l’intera cappella |          |
| X    |              | spogliazione di Cristo                             | Fu iniziata nel 1700 su disegno ed esecuzione dell’architetto Pier Maria Perini di Val d’lntelvi, dipinta nel 1764 dal pittore Lorenzo Peracino da Cellio. Nel 1710 accolse 29 statue e tre cavalli in creta opera del plasticatore Giuseppe Rusnati |          |
| XI   |              | Crocifissione                                      | Fu iniziata nel 1768 su disegno dell’architetto Pier Maria Perini di Val d’lntelvi, dipinta nel 1764 dai fratelli Giuseppe Giovanni e Antonio Tonicella di Cusano. Nel 1775 accolse 23 statue e due cavalli in creta opera del plasticatore valsesiano Giovanni Luca Raineri di Rossa |          |
| XII  |              | Gesù che spira sulla Croce                         | Le due grandi statue, la Beata Vergine, S. Giovanni e la Maddalena piangente ai piedi della Croce furono poste dal Bussola nel 1663. Lo sfondo fu dipinto dal pittore Francesco Bozzetti nel 1921. Il gruppo di angeli in stucco che fanno da cornice venne eseguito nel 1703 |          |
| XIII |              | Deposizione dalla Croce                            | Il gruppo plastico di 10 statue in cotto di Dionisio Bussola fu collocato in questa cappella nel 1664; gli affreschi che fanno da sfondo sono del pittore Giovanni di Sampietro e risalgono al 1699 |          |
| XIV  |              | Il Sepolcro di Gesù                                | Il Cristo Morto vegliato da due angeli che tendono su di lui un sudario fu la prima ad essere posta al S. Monte Calvario dallo scultore Bussola il 14 Settembre 1661. In questa cappella del Sepolcro è seppellito il corpo di Giovanni Matteo Capis, primo rettore della veneranda fabbrica del Sacro Monte, "al fine di ottenere giovamento dalle preghiere dei devoti accorrenti, qui scelse di essere sepolto l’anno del Signore 1681, 18 marzo, all’età di 64 anni" |          |

### Cappella Musicale del Sacro Monte Calvario
Il Sacro Monte è l'unico, tra quelli tutelati dall'UNESCO, ad avere una propria istituzione musicale, la Cappella Musicale del Sacro Monte Calvario, preposta all'attività musicale, sia liturgica sia concertistica, nel santuario del SS. Crocifisso al S. Monte e nella Parrocchia di Calice. Istituita nel 1995 riunisce l'attività della Schola Gregoriana del S. Monte Calvario (1995), della Corale di Calice (1974), della Camerata Strumentale di S. Quirico (1989), del Convivio Rinascimentale (1997) e dell'Orchestra da camera della Cappella Musicale del S. Monte Calvario di Domodossola (2003).